# Anders Johan Nygren
Anders Johan Nygren, född 19 mars 1869 i Kvevlax, död 15 maj 1902 i Vasa, var en finländsk journalist och författare. 
Nygren var son till skomakaren och fiskaren Johan Nygren. Han gick i folkskola och arbetade som ambulerande bokförsäljare. Från 1886 var han verksam som journalist i Vasa, först vid Wasa Tidning och 1894–1897 vid Vasabladet. Han utgav 1889–1892 tre samlingar byhistorier och livsbilder på österbottniskt bygdemål (Byrallor) och skapade därmed en helt ny genre inom finlandssvensk litteratur, folklivsskildringen. Ett urval, Livsbilder och skämthistorier, utgavs postumt 1921 av F.W. Unggren.

## Verk
- Byyrallor : Humoristiska historier på österbottniskt bygdemål (1889)
- Byyrallor 2 : Karabrask å tjärngslapras. Folkslifsbilder på österbottniskt bygdemål (1890)
- Byyrallor 3 : (1892)
- Österbottniska lifsbilder och skämthistorier. Nya rallor på olika munarter, anekdoter, vitzer m.m. (1899)
- Herreskick och bondfasoner. Humoresker och byhistorier (1900)
- Österbottniska lifsbilder och skämthistorier : Nya bygdemålsberättelser, anekdoter, vitzer m.m. Andra samlingen (1901)
- Byyrallor : Folklivsbilder på österbottniskt bygdemål. 1–3 (1921)
- Livsbilder och skämthistorier : Rallor, dikter, anekdoter m.m. på olika munarter (1921)[2]